# Причастие (фильм)
«Причастие» (швед. Nattvardsgästerna) — художественный фильм режиссёра Ингмара Бергмана. Второй из так называемой «трилогии веры» Бергмана, включающей ещё ленты «Сквозь тусклое стекло» и «Молчание».
Работу над фильмом Бергман начал 26 марта 1961 года, когда он сделал первую запись в своём дневнике. Сценарий он начал писать в Туре в начале июля и закончил его довольно быстро 26 июля. Основная идея фильма была такова — человек остаётся запертым в заброшенной церкви, в замкнутом помещении, наедине со своими мыслями и видениями — он совсем один.
Съёмки фильма проходили в ноябре 1961 года на севере Даларны, в Орса-Финнмарк. В день отснимали довольно мало сцен — это было связано с тем, что во-первых, сами ноябрьские дни были короткие, а во-вторых, актёр Гуннар Бьёрнстранд чувствовал себя плохо и не мог подолгу работать. Снимали сцены только в пасмурную погоду или в туман, чтобы в фильме не было ни одного солнечного кадра и поддерживалась мрачноватая атмосфера.

## Сюжет
Действие фильма длится один день.
Священник жил со своей женой, он был счастлив, она поддерживала в нём шаткую веру в Бога. Он даже начал проповедовать своё учение, и люди ему верили. Но затем его жена умерла, и Томас остался практически один, не имея возможности по-настоящему помогать прихожанам, так как сам ни в чём не был уверен.
Его любит учительница Марта, она хочет сблизиться с ним и ухаживает за ним, как за ребёнком. Но Томас всё равно один, ему никто не нужен, он утратил веру в Бога. На протяжении этого дня ему предстоит вновь обрести веру, чтобы в финале, в полупустой церкви, впервые за много лет произнести молитву, обращённую к Богу, а не к прихожанам.

## В ролях

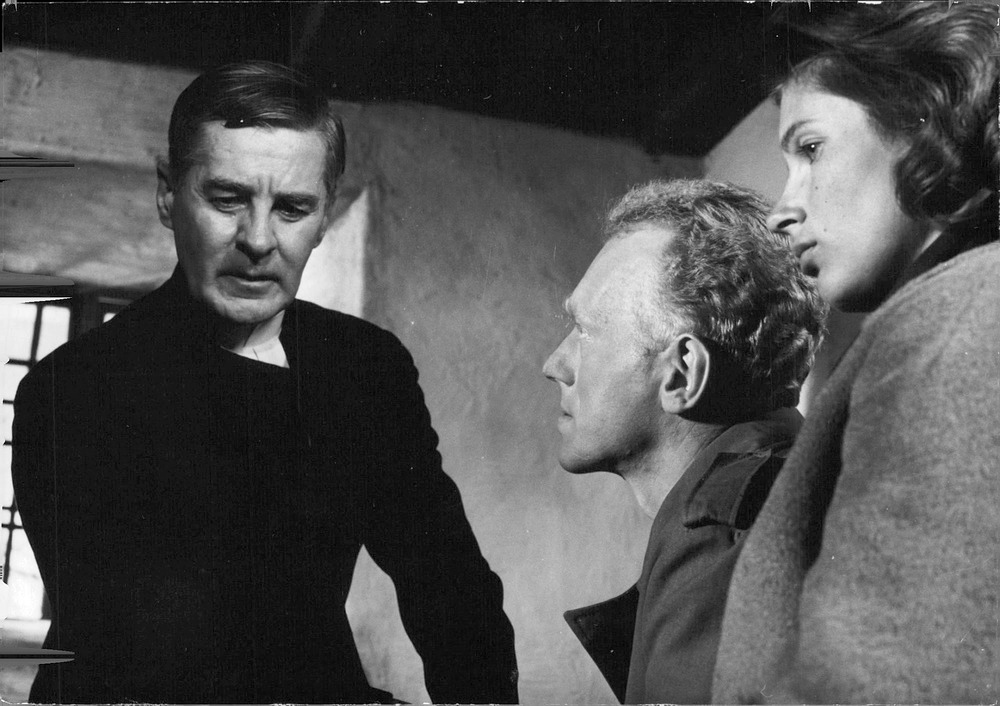
Кадр из фильма

- Ингрид Тулин — Мэрта Лундберг, учительница
- Гуннар Бьёрнстранд — Томас Эриксон, пастор
- Гуннель Линдблум — Карин Персон
- Макс фон Сюдов — Йонас Персон
- Кольбьёрн Кнудсен — Кнут Аронссон, церковный староста
- Аллан Эдвалль — Альгот Фрёвик, дьячок
- Улоф Тунберг — Фредрик Блум, органист
- Эльза Эббесен — Магдалена Ледфорс, вдова

## Другие названия
- Winter Light — «Зимний свет»

### Русскоязычные
- [www.lib.ru/CINEMA/kinolit/BERGMAN/bergman.txt Бергман. Картины]
- Бергман о Бергмане. М.: Радуга, 1985.
- Фильмы Ингмара Бергмана
- Обзор фильма

### Другие
- «Причастие» (англ.) на сайте Internet Movie Database
- «Причастие» (англ.) на сайте AllMovie